# Bramsträsket
Bramsträsket är en sjö i Piteå kommun i Norrbotten och ingår i Alterälven-Piteälvens kustområde. Sjön är 2 meter djup, har en yta på 0,0429 kvadratkilometer och är belägen 5 meter över havet.

## Delavrinningsområde
Bramsträsket ingår i det delavrinningsområde (726432-176055) som SMHI kallar för Mynnar i havet. Medelhöjden är 28 meter över havet och ytan är 6,78 kvadratkilometer. Det finns inga avrinningsområden uppströms utan avrinningsområdet är högsta punkten. Avrinningsområdets utflöde mynnar i havet. Avrinningsområdet består mestadels av skog (73 procent) och jordbruk (12 procent). Avrinningsområdet har 0,04 kvadratkilometer vattenytor vilket ger det en sjöprocent på 0,6 procent.